# 李静 (1963年)
李静（1963年4月—），女，汉族，山东乳山人，中华人民共和国政治人物，二级大法官。曾任湖北省高级人民法院党组书记、院长，现任天津市高级人民法院党组书记、院长。

## 生平
2018年2月24日，当选为第十三届全国人大代表。